# Frontière entre le Brésil et le Pérou

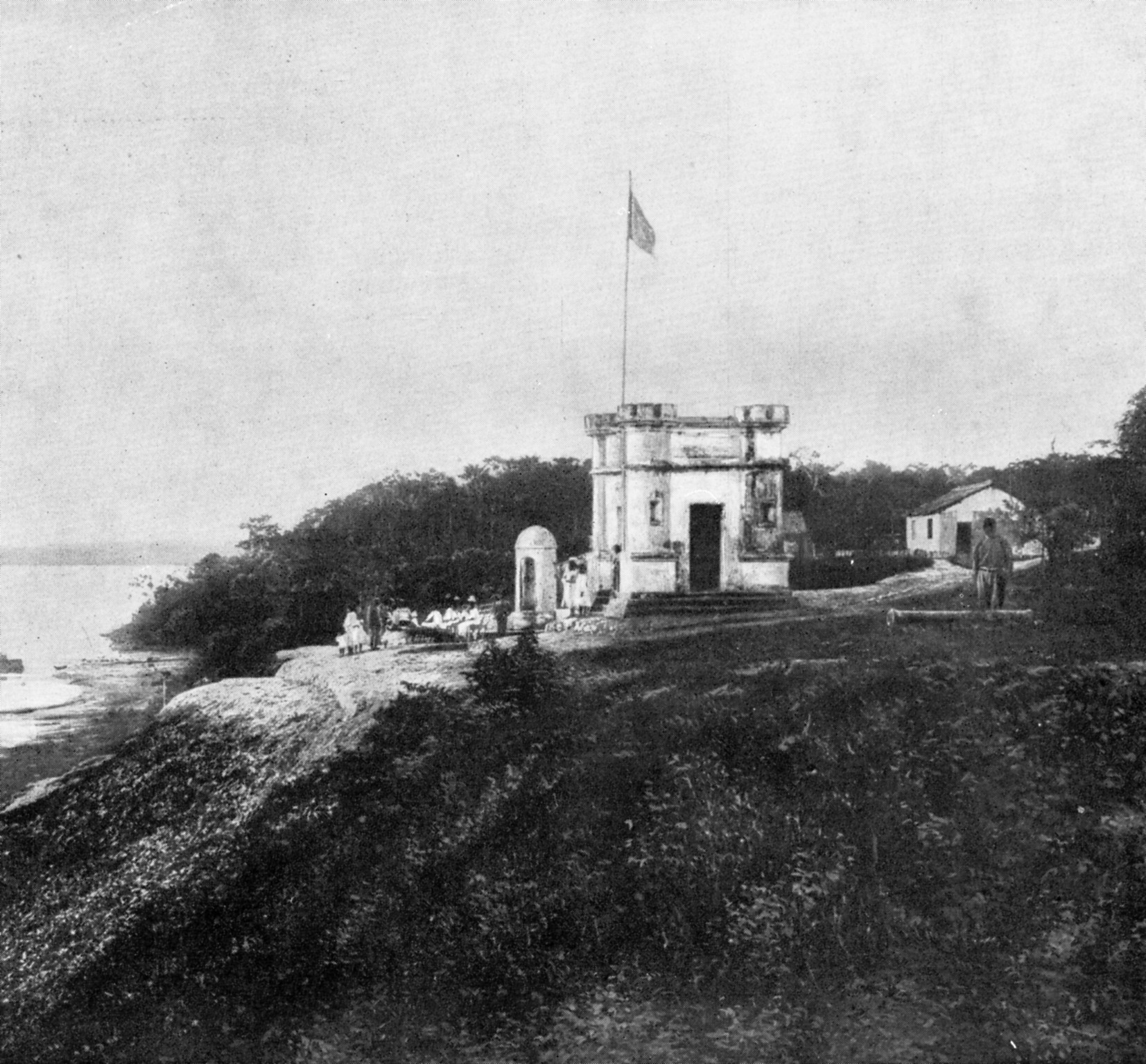
Le poste-frontière de Tabatinga au début du XXe siècle.

La frontière entre le Brésil et le Pérou est longue de 2 995 kilomètres. Le Jaravi matérialise cette frontière sur une grande partie.
Son tracé a en partie été fixé par le traité de Rio de Janeiro, signé entre les deux États le 8 septembre 1909.

## Relations entre le Brésil et le Pérou
En 2013, le 10e anniversaire de l'alliance stratégique entre les deux pays est célébré,. À l'occasion de cet anniversaire, la présidente brésilienne Dilma Rousseff s'est rendue en visite officielle le 11 novembre au Pérou. Parmi les objectifs principaux de l'alliance stratégique brésilio-péruvienne, on trouve l'intégration dans les infrastructures, la coopération (principalement sur les questions sociales et de sécurité), l'intégration frontalière et l'intégration économique et commerciale.
En matière d'intégration physique, une fois l'autoroute interocéanique reliant l'état d'Acre à l'Océan Pacifique inaugurée en 2011, les deux nations commencent à étudier un projet d'autoroute biocéanique, sujet d'un mémorandum d'entente entre le Brésil, le Pérou et la Chine conclu en mai 2015. Ce type de projet est stratégique pour l'intégration des économies du nord et du Midwest du Brésil à celles du Pérou et de l'océan Pacifique.

## Source
- (en) Cet article est partiellement ou en totalité issu de l’article de Wikipédia en anglais intitulé « Brazil–Peru border » (voir la liste des auteurs).